# Jakub Baševi z Treuenburka
Jakub Baševi z Treuenburka (známé jsou i další transkripce, např. Jakob Bashevi, Bassewi, Bazzevi, Baše, Ba'at-Ševi, z Treuenburgu, též Šmiles či Schmieles; hebrejsky יעקב בשבי פון טרוינברג‎; 1570, Verona - 2. května 1634, Mladá Boleslav) byl židovský šlechtic, dvorní finančník a obchodník.

## Život

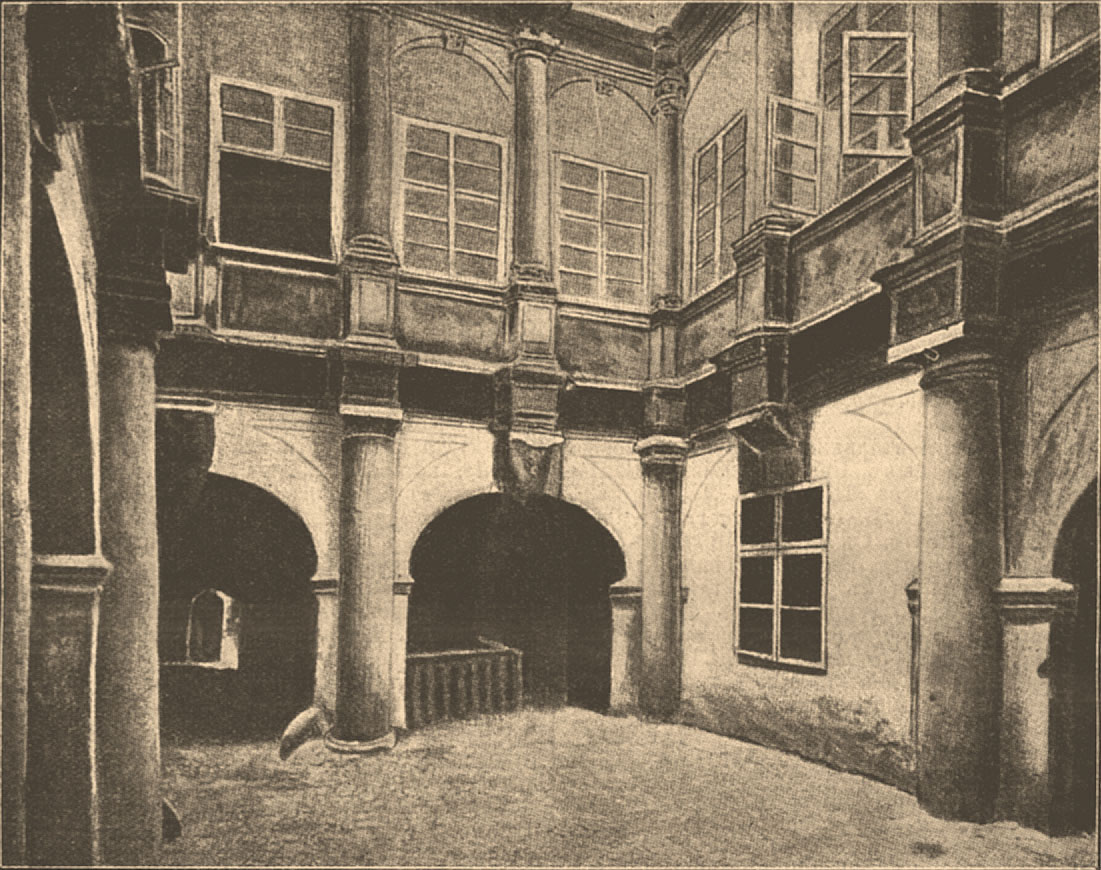
Palác Jakuba Baševiho v pražském židovském ghettu, označovaný jako nejokázalejší světská architektura ghetta.

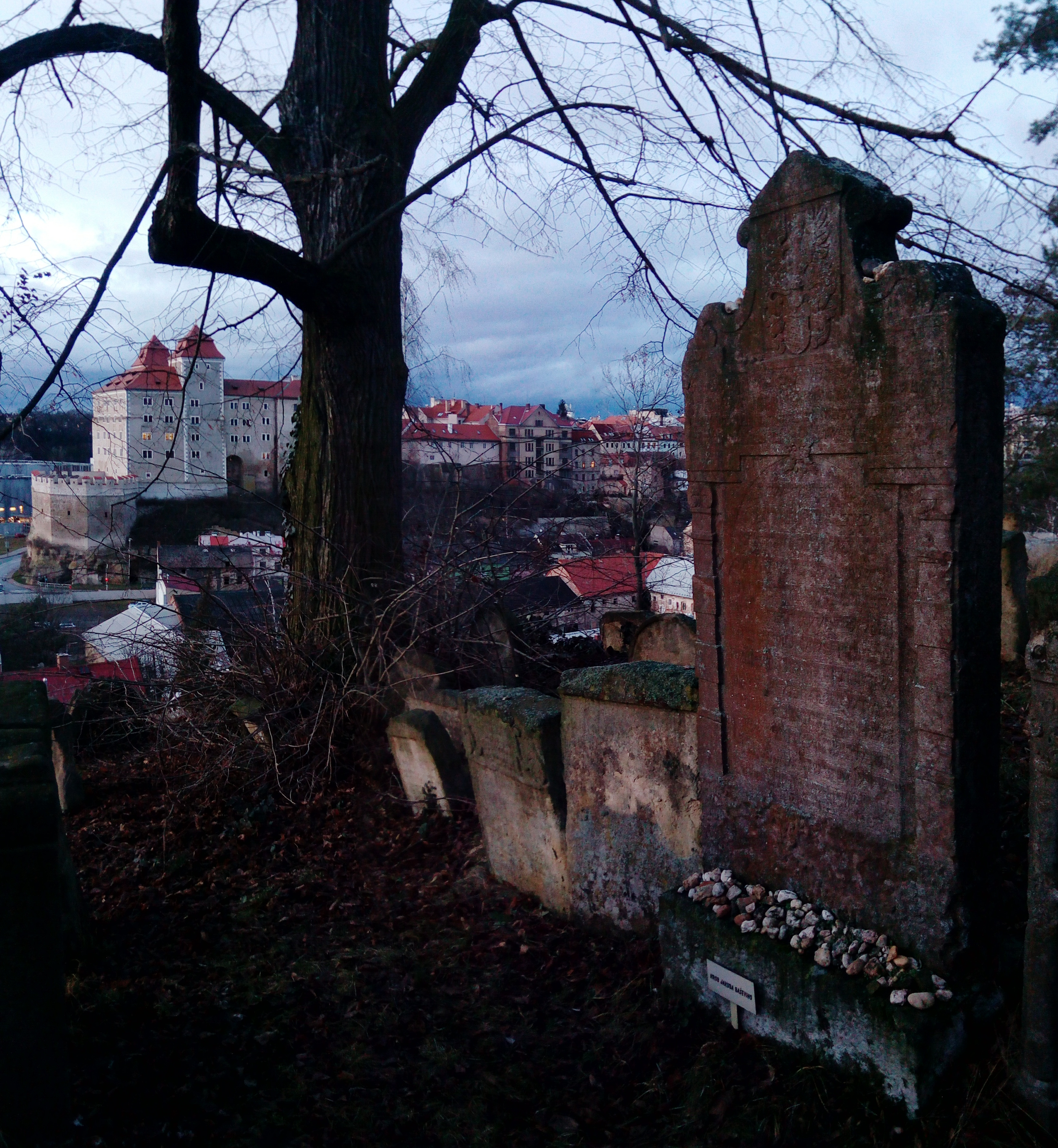
Náhrobek Jakuba Baševiho na židovském hřbitově v Mladé Boleslavi

Do Prahy přišel se svým bratrem Samuelem z italské Verony koncem 16. století. Od Rudolfa II. získali zde ihned značná privilegia, pro židovského přistěhovalce zcela výjimečná – právo svobodného obchodování, právo volného pohybu po rakouských a německých zemích bez zvláštního označení či právo být souzen samotným císařem.
Jakub se postupně stal finančním poradcem mnoha šlechticů a nakonec císařského dvora. Jeho služeb využívali tři čeští králové. Matyáš mu v roce 1610 potvrdil privilegia udělená Rudolfem II. a udělil titul dvorního Žida (Hofjud), tedy získal stejné postavení jako ostatní šlechtici v říši. Ferdinand II. v roce 1622 udělil dědičný šlechtický titul s přídomkem z Treuenburgu s právem užívat erbu. Jakob tím získal další privilegia, možnost stěhovat se, kupovat domy a pozemky po celé říši či osvobození od daní a mýt. Jako dvorní úředník mohl také bydlet u dvora, směl si postavit synagogu a platit rabína.
Roku 1616 byl Jakub zvolen jako představený Židovské obce pražské. Pokračoval v práci svého předchůdce Mordechaje Maisela. Jakub aktivně ghetto územně rozšiřoval. Již roku 1610 koupil dům mimo ghetto nedaleko kostela sv. Mikuláše, po potlačení stavovského povstání získal s pomocí místodržícího Karla z Lichtenštejna pro ghetto povolení k nákupu domů po účastnících povstání a exulantech, prodávaných pod cenou. V letech 1622–1627 se tak ghetto rozšířilo o celých 39 domů ve svém okolí. Sám Jakub získal od císaře Ferdinanda II. dva velké domy na Třístudničním plácku, které nechal spojit a přestavět po vzoru Albrechta z Valdštejna na pozdně renesanční palác s třípatrovým arkádovým nádvořím, který byl nejokázalejší světskou architekturou ghetta a také jednou z jeho největších ztrát za asanace. Roku 1627 založil svoji Velkodvorskou synagogu.
Pomáhal finančně mnoha souvěrcům v celé Evropě – od Polska po Španělsko. Domácí židovskou komunitu chránil před zásahy císařských vojáků a dalšími útoky a různými formami perzekuce.
Jakubovo jméno je ale nejčastěji spojováno s aférou tzv. dlouhé mince. Ferdinand II. jmenoval v roce 1622 konsorcium, které mělo napomoci zbídačené ekonomice po Bílé hoře. Členy konsorcia byli mimo jiné Albrecht z Valdštejna, Karel z Lichtenštejna, Pavel Michna z Vacínova, Hans de Witte a Jakub. Konsorcium mělo mimo jiné i monopol na ražbu mincí a nákup stříbra v českých zemích a v zahraničí. Konsorciu se však nepodařilo oživit ekonomiku země a celý plán skončil fiaskem, kdy došlo k devalvaci měny. Vina nespočívala na Jakubovi, který zajišťoval organizaci, ale spíše na tichých společnících, kteří se pravděpodobně snažili využít situace ve svůj prospěch. Jakub byl přesto, nejspíše na základě falešného obvinění, zatčen a jeho majetek byl zkonfiskován. Po čtyřiceti týdnech žaláře se mu podařilo uprchnout k Valdštejnovi do Jičína. Zde postupně sehrál klíčovou roli při rozvoji a prosperitě Valdštejnova frýdlantského panství.

### Závěr života
Jakubova závratná kariéra skončila se smrtí Valdštejna. Po zavraždění Valdštejna v roce 1634 byl komisaři dosazenými císařskou komorou k likvidaci valdštejnského jmění přinucen přiznat se, že obdržel značnou částku 40 000 zlatých z panských důchodů a měl po deset let tuto částku a 6% úrok platit. Záhy byl donucen z odejít Jičína do Mladé Boleslavi, kde 2. května 1634 ve věku 64 let zemřel. Pohřben byl na zdejším židovském hřbitově.